# Czarna (dopływ Kanału Żerańskiego)
Czarna (pot. Czarna Struga lub Struga) – rzeka w województwie mazowieckim, przepływająca przez powiat legionowski i wołomiński i mająca swe ujście w Kanale Żerańskim. W dolnym biegu rzeka przepływa przez rezerwat Puszcza Słupecka. 
Rzeka przepływa przez m.in. takie miejscowości jak Kobyłka i Marki oraz wsie Nadma i Czarna koło Wołomina.
W rzece występują bobry.
Do początków XIX w. końcowy odcinek rzeki Czarnej znajdował się bardziej na północ niż obecnie – rzeka Czarna płynęła przez tereny obecnego rezerwatu Łęgi Czarnej Strugi w gminie Nieporęt przepływała przez Nieporęt i uchodziła do Narwi, mając koryto w rejonie dzisiejszej rzeki Samicy (dopływu Beniaminówki).
Czarnej nie należy mylić z Czarną Strugą (dopływem Długiej, dawniej Cięciwą), krótkim (ok. 10 km) ciekiem wypływających z bagien w pobliżu Czarnej pomiędzy miejscowościami Majdan, Kolno i Trzcinka, a dawniej prowadzącym wody górnego biegu Czarnej do ujścia do Długiej pod Ossowem.

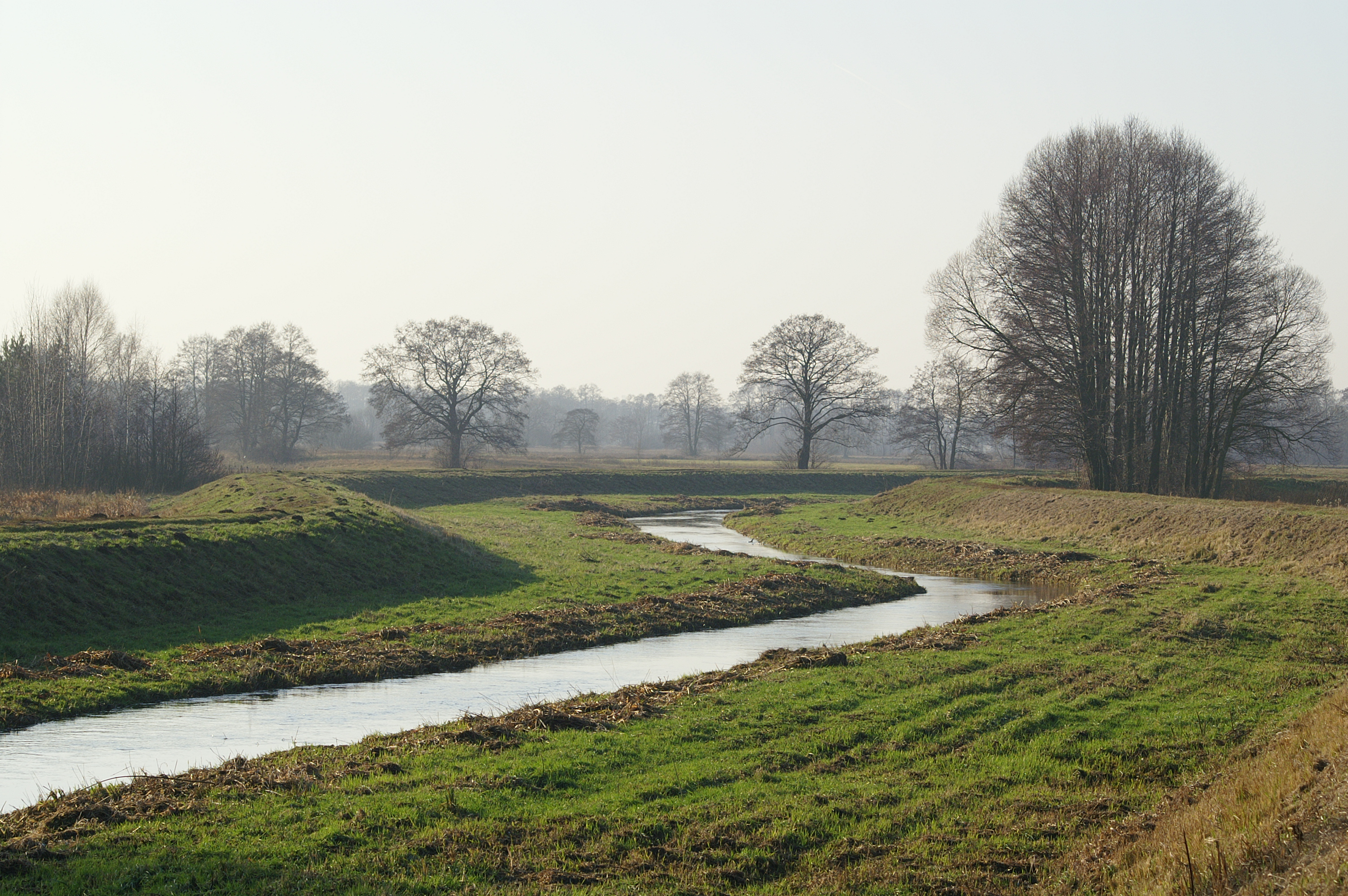
Czarna w Stanisławowie Pierwszym